# Замок Дюнуа
За́мок Дюнуа́ (фр. Château Dunois) — средневековый замок в городе Божанси департамента Луаре (регион Центр — Долина Луары), в центральной Франции. В 1925 году замок внесён в список исторических памятников Франции.

## История

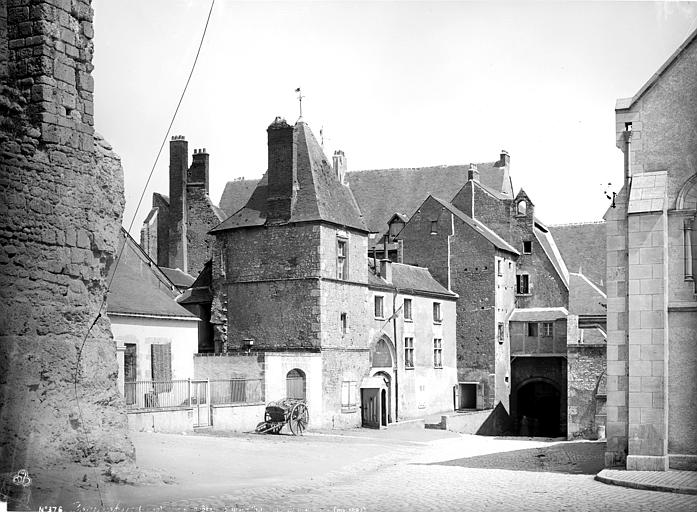
Замок Дюнуа, 1882 год

Замок Дюнуа находится в небольшом старинном городке Божанси департамента Луаре, в 20 километрах западнее Орлеана. В центре Божанси у площади Сен-Фирмин, среди прочих построек XI—XVI веков, возвышается 36-метровый донжон, возведённый в XI веке. На территории, прилегающей к этой мощной крепости, в середине XV века Жан де Дюнуа, бывший оруженосец Жанны д'Арк, известный также как «Орлеанский бастард», отстроил нынешний замок. Ставший после женитьбы на Марии д’Аркур сеньором Божанси, Жан де Дюнуа проживал в замке в 1440—1457 годах, после чего перенёс свою резиденцию в Шатодён.
Вплоть до 1789 года замок принадлежал семейству Дюнуа-Лонгвиль и его наследникам. С началом Великой французской революции и последовавшим за ней преследованием аристократических фамилий он был заброшен. Позднее замок некоторое время использовался как приют для бездомных и как санаторий, пока в нём не был организован «Региональный музей искусств и традиций Орлеана». В трёхэтажном здании собраны экспонаты, рассказывающие о быте и обычаях местных жителей; также здесь находится экспозиция, посвящённая творчеству писателя Эжена Сю.

## Архитектура
Замок Дюнуа представляет собой типичную феодальную резиденцию XV—XVI столетий с разделёнными окнами и бойницами, сторожевой башней XIV—XV веков, а также башней, обнесённой аркадой. Внутренние помещения в большинстве своём за последние два века неоднократно перестраивались. Лишь комнаты верхнего этажа сохранились в первоначальном состоянии.